# Lint
Lint és un municipi belga de la província d'Anvers a la regió de Flandes. Limita al nord-oest amb Hove, al nord amb Boechout, a l'oest amb Kontich, a l'est amb Lier i al sud amb Duffel.

## Evolució de la població

### Seglexix
| Any      | 1806 | 1816 | 1830 | 1846 | 1856 | 1866 | 1876 | 1880 | 1890  |
| -------- | ---- | ---- | ---- | ---- | ---- | ---- | ---- | ---- | ----- |
| Població | -    | -    | -    | -    | -    | -    | 844  | 923  | 1.102 |
|          |      |      |      |      |      |      |      |      |       |

### Segle XX (fins a 1976)
| Any      | 1900  | 1910  | 1920  | 1930  | 1947  | 1961  | 1970  | 1976  |  |
| -------- | ----- | ----- | ----- | ----- | ----- | ----- | ----- | ----- |  |
| Població | 1.338 | 1.655 | 2.022 | 2.525 | 2.973 | 3.858 | 4.248 | 5.197 |  |
|          |       |       |       |       |       |       |       |       |  |

### 1977 ençà
| Any       | 1977  | 1980  | 1985  | 1990  | 1995  | 2000  | 2005  | 2006  |
| --------- | ----- | ----- | ----- | ----- | ----- | ----- | ----- | ----- |
| Població  | 5.197 | 5.517 | 5.960 | 6.728 | 7.374 | 7.864 | 7.979 | 7.977 |
| Font: NIS |       |       |       |       |       |       |       |       |